# Cranium
Cranium és un joc de tauler social publicat per Hasbro en 1998 on diversos equips competeixen per resoldre proves i avançar en un tauler. Combina diferents habilitats o proves d'altres jocs populars, basant-se en la teoria de les intel·ligències múltiples de manera que s'equilibren les possibilitats de vèncer entre tots els participants. Ha guanyat diversos premis, entre els quals destaca el de l'Australian Games Association.

## Desenvolupament del joc
Al seu torn, cada equip mou una peça pel circuit i segons el color de la casella on caigui ha de resoldre un tipus o un altre de prova amb els seus companys abans que finalitzi el temps. El circuit es pot dissenyar de tres maneres diferents per allargar o escurçar la partida en funció del temps disponible de joc o el nombre de participants. Si l'activitat de la casella es resol correctament es pot continuar avançant a la propera jugada, si no, cal romandre allà fins que se soluciona correctament. El primer equip que assoleix el centre del tauler i resol una prova indicada pels rivals guanya la partida.

## Tipus de caselles i proves
Les caselles tenen cinc colors diferents: lila, blau, vermell, verd i groc, que indiquen el tipus d'activitat o prova que cal superar per seguir avançant, una prova que s'extreu de la targeta o carta de la pila corresponent.
Les cartes blaves incentiven la creativitat. Poden demanar que es dibuixi una paraula que els altres membres de l'equip han d'endevinar, poden exigir que a més a més el dibuix es realitzi amb els ulls tancats o poden indicar que la paraula s'ha d'esculpir amb plastilina. No es pot parlar ni donar pistes als companys-
Les cartes vermelles es basen en la cultura general i els membres d'un equip han de respondre preguntes (amb pistes sobre la resposta o sense) de diferents formats.
Les cartes verdes indiquen que s'ha de fer teatre per transmetre el que indica la targeta. Pot incloure una representació o imitació, mímica o l'obligació de cantar o xiular per donar pistes als companys.
Les cartes grogues inclouen algun tipus de joc de paraules i són les més variades. Una activitat posa a prova l'ortografia indicant que es lletregi una paraula (normal o en sentit invers) en un temps molt limitat. En altres casos s'ha de completar un mot on apareixen algunes lletres de pista. D'altres mostren unes lletres amb les quals s'ha de formar una paraula i en unes altres cartes s'ofereix una paraula i diverses possibles definicions.
Si es cau en una casella lila, es pot triar la categoria de la prova, actua com a comodí. En alguns casos, en extreure la carta, hi ha una indicació que força a tots els equips a fer-la alhora. El primer equip que arriba a la resposta correcta recupera el torn.

## Versions
L'èxit de Cranium ha propiciat l'aparició de diverses ampliacions, amb noves targetes i algunes variants del joc. En la versió Cadoo, les proves s'adapten al nivell d'infants més petits, mentre que en la Hoopla apareixen proves cooperatives i no sols competitives entre equips. També existeix una versió electrònica i actualitzacions amb noves propostes complementàries.